# Redwina
Redwina – osada leśna w Polsce położona w województwie opolskim, w powiecie strzeleckim, w gminie Jemielnica.